# Hidróxido de rubídio
Hidróxido de rubídio, composto químico de fórmula (RbOH) é uma base forte e álcali que é formada por um íon rubídio e um íon hidróxido.
O hidróxido de rubídio não ocorre na natureza. Entretanto ele pode ser obtido por síntese do óxido de rubídio. Em adição, o hidróxido de rubídio é comercialmente disponível em alguns fornecedores na forma de solução aquosa de 50 a 90% de concentração em apresentações múltiplas de 5 g.

## Síntese
Hidróxido de rubídio pode ser sintetizado do óxido de rubídio, inclusive natural, por reagi-lo com água:
Rb2O(s) + H2O(l) → 2 RbOH(aq)

## Usos
Hidróxido de rubídio é raramente usado em processos industriais porque o hidróxido de potássio e hidróxido de sódio podem realizar facilmente todas as suas possíveis funções na indústria de uma forma menos violenta e mais segura.
Hidróxido de rubídio é usado em pesquisa científica. Ele é frequentemente usado frugalmente para prevenir desperdício por dejetos do caro elemento rubídio, reciclando-o.
Apesar do fato que o hidróxido de rubídio ser raramente usado em processos industriais normais, ele é notável porque a síntese de todos os compostos de rubídio podem ser obtidos facilmente envolvendo-o como intermediário.

## Cuidados
O hidróxido de rubídio é altamente de corrosivo, que causa imediatas queimaduras na pele ao menor contato, consequentemente exigindo roupas de proteção, luvas e proteção para os olhos em sua manipulação, mesmo em escala laboratorial.
A Diluição deste álcali forte devem ser feita por adição do hidróxido lentamente na água, e nunca ao contrário, evitando ebulição e projeção da solução para fora do frasco.
Adicionalmente, pelo mesmo motivo, experimentos com este composto devem ser realizados com cuidados para prevenir a grande quantidade de calor liberado por reações exotérmicas que podem levar as soluções a sobre-ebulir e projetar-se, ou danificar os recipientes onde são realizadas.